# Ochodaeus pygmaeus
Ochodaeus pygmaeus är en skalbaggsart som beskrevs av Renaud Maurice Adrien Paulian 1976. Ochodaeus pygmaeus ingår i släktet Ochodaeus och familjen Ochodaeidae. Inga underarter finns listade i Catalogue of Life.